# Cuando un pobre se divierte
 Cuando un pobre se divierte es una película en blanco y negro de Argentina dirigida por Roque Lavera sobre el sainete homónimo de Alberto Vacarezza que se filmó en 1951 protagonizada por Tito Lusiardo, Rafael Frontaura y Oscar Villa. Se la consideró una película perdida hasta que se encontró una copia en la cinemateca del Instituto Nacional de Cinematografía que se exhibió el 26 de febrero de 1988 en la muestra Proyección ’88 en Mar del Plata. 

## Reparto
- Tito Lusiardo
- Rafael Frontaura
- Oscar Villa